# Freddie Crittenden
Pour les articles homonymes, voir Crittenden.
Freddie Crittenden (né le 3 août 1994 à Saint-Louis) est un athlète américain, spécialiste du 110 mètres haies.

## Biographie
Deuxième des championnats d'Amérique du Nord, d'Amérique centrale et des Caraïbes d'athlétisme espoirs 2016, il remporte la médaille d'argent des Jeux panaméricains de 2019, à Lima, où il s'incline d'un 1/100e de seconde devant le Barbadien Shane Brathwaite. Il s'adjuge par ailleurs la médaille d'or aux relais mondiaux 2019 dans l'épreuve peu disputée du Shuttle hurdles relay. Le 24 août 2019, il se classe troisième du Meeting de Paris et porte son record personnel à 13 s 17, puis termine quatrième de la finale de la Ligue de diamant 2019 à Bruxelles.
En 2024, il se qualifie pour les Jeux olympiques avec sa 2e place aux Sélections américaines en 12 s 93, nouveau record personnel, derrière Grant Holloway.
Aux Jeux il passe par les repêchages, après avoir couru sa série au ralenti en raison d'une gêne aux adducteurs. Il prend la 6e place de la finale.

## Palmarès
| Date | Compétition           | Lieu             | Résultat | Épreuve     | Temps   |
| ---- | --------------------- | ---------------- | -------- | ----------- | ------- |
| 2019 | Jeux panaméricains    | Lima             | 2e       | 110 m haies | 13 s 32 |
| 2019 | Ligue de diamant      | Ligue de diamant | 4e       | 110 m haies |         |
| 2022 | Championnats NACAC    | Freeport         | 1er      | 110 m haies | 13 s 00 |
| 2023 | Championnats du monde | Budapest         | 4e       | 110 m haies | 13 s 16 |
| 2024 | Jeux olympiques       | Paris            | 6e       | 110 m haies | 13 s 32 |

## Records
| Épreuve          | Temps   | Lieu   | Date         |
| ---------------- | ------- | ------ | ------------ |
| 110 mètres haies | 12 s 93 | Eugene | 24 août 2019 |